# 조엘 피네이로
조엘 피네이로(Joel Alberto Piñeiro, 1978년 9월 25일 ~)는 푸에르토리코의 야구 선수이자, 전  미국 메이저 리그 LA 에인절스의 선수이다.

## 출신 학교
- 에디슨커뮤니티대학